# Montanejos
Montanejos (en valencien et en castillan), est une commune d'Espagne de la province de Castellón dans la Communauté valencienne. Elle est située dans la comarque de l'Alto Mijares et dans la zone à prédominance linguistique castillane. L'endroit est réputé pour ses sources thermales.

## Géographie
Le village est encastré dans les montagnes, au confluent de trois sources — le Millars, la Maimona et le Montant — qui forment des grottes et des piscines naturelles.
En 1974, les eaux du barrage d'Arenoso ont englouti le village de Campos de Arenoso ; une partie du territoire de la commune de ce village a été rattachée à Montanejos.

Localisation de Montanejos
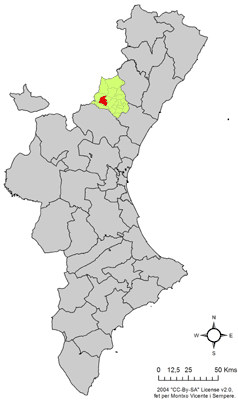
dans la Communauté valencienne.
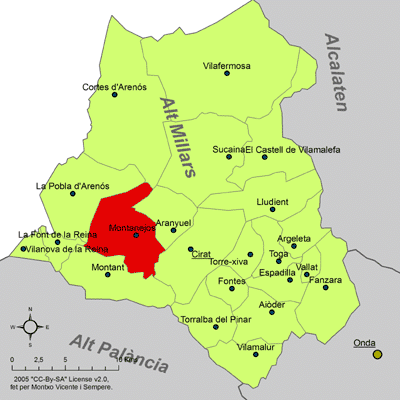
dans la comarque de l'Alto Mijares.